# Suffolk Coastal
Suffolk Coastal este un district nemetropolitan în Regatul Unit, în comitatul Suffolk din regiunea East, Anglia.

## Orașe din district
- Aldeburgh
- Felixstowe
- Framlingham
- Kesgrave
- Leiston
- Saxmundham
- Woodbridge

## Vedeți și
- Listă de orașe din Anglia

1. ↑   https://ons.maps.arcgis.com/home/item.html?id=a79de233ad254a6d9f76298e666abb2b Lipsește sau este vid: |title= (ajutor)